# Barbara Moretto
Barbara Moretto, née le 24 novembre 1993 à Buros (Pyrénées-Atlantiques), est une joueuse professionnelle de handball française évoluant au poste d'arrière droite. Elle évolue depuis 2023 au Paris 92.

## Biographie
Formée à Paris 92 mais peu utilisée par le club parisien, Barbara Moretto signe en 2013 au Cercle Dijon Handball. Elle participe à la remontée du club en LFH en remportant le titre de championne de France de D2 en 2014.
En mars 2015, elle figure dans la liste des 18 joueuses retenues en équipe de France pour disputer la Golden League. Elle dispute son premier match avec l'équipe de France le 21 mars 2015 contre la Pologne.

## Palmarès
Compétitions internationales
- Finaliste de la coupe des vainqueurs de coupe (C2) en 2013 (avec Paris 92).

Compétitions nationales
- vainqueur de la coupe de la Ligue en 2013 (avec Paris 92).
- 3e du Championnat de France en 2023
- Finaliste de la Coupe de France en 2025
- vainqueur du championnat de France de deuxième division en 2014 (avec le Jeanne d'Arc Dijon Handball).